# Пустые Меленки
Пустые Меленки — деревня в Клинском районе Московской области, в составе Городского поселения Клин. Население — 20 чел. (2010). До 2006 года Пустые Меленки входили в состав Давыдковского сельского округа.
Деревня расположена в юго-восточной части района, на правом берегу малой речки Рахталка (правый приток Сестры), примерно в 8 км к востоку от города Клин, высота центра над уровнем моря 207 м. Ближайшие населённые пункты — Залесье в 1 км на юго-запад и Борис-Глеб в 2 км на север. Через деревню проходит региональная автодорога 446К-0260 (автотрасса М10 «Россия» — Зубово — Московское большое кольцо).

## Население
| 2002 | 2006 | 2010 |
| ---- | ---- | ---- |
| 8    | ↘2   | ↗20  |